# Maria Rossing
Maria Rossing (nacida el 30. de noviembre de 1975) es una actriz danesa. Maria Rossing se graduó de la Escuela nacional de teatro en 2002 y continuó trabajando en El Teatro Real. Ella ha aparecido en producciones de Kasimir y Karoline, Una noche de verano sueño, Las bodas de Fígaro y Thor. También ha participado en Teatro Aalborg en el año 2002 y las Leyes en Aveny-T en 2005.
Maria Rossing también ha aparecido en varias películas: Temporary Release y Daisy Diamond (ambas en 2007). En 2006 recibió el premio Reumert del año a mejor actriz en el papel de Grusche en El círculo de tiza caucasiano.

## Filmografía
- Liberación temporal en 2007
- Daisy Diamond en 2007
- La hora del lince en 2013
- Todo incluido en 2014
- Una conspiración de fe en 2016

## Series de televisión
- Los protectores en 2009
- Kødkataloget en 2013
- Sigue el dinero en 2016
- Separándonos Juntos en 2016